# Everything Changes
Everything Changes är det andra albumet av pojkbandet Take That. Den släpptes 1993 och nådde toppen på albumlistan i Storbritannien.

## Låtlista
1. Everything Changes
2. Pray
3. Wasting My Time
4. Relight My Fire
5. Love Ain't Here Anymore
6. If This Is Love
7. Whatever You Do to Me
8. Meaning of Love
9. Why Can't I Wake Up with You?
10. You Are the One
11. Another Crack in My Heart
12. Broken Your Heart
13. Babe